# Tealing Earth House

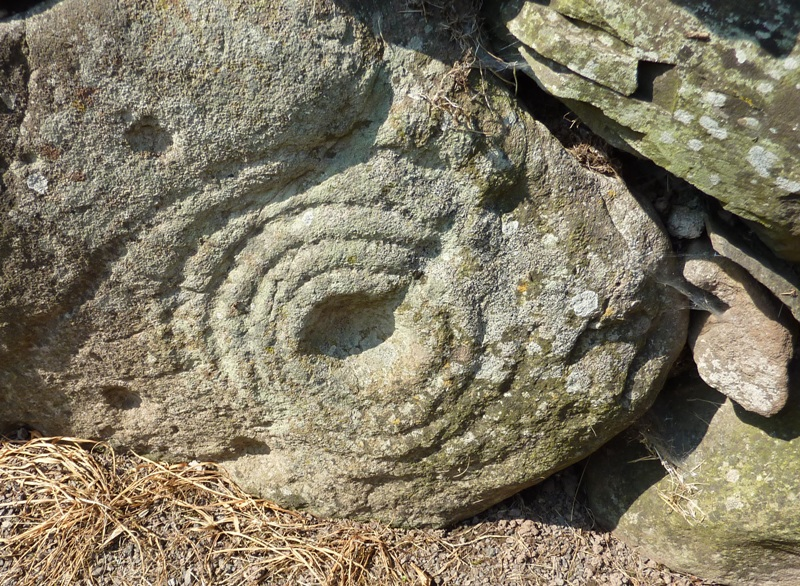
In de muur van Tealing Earth House bevindt zich een steen met cup and ringmark-versiering.

Het Tealing Earth House, ook wel Tealing Souterrain genoemd, is een ondergrondse stenen constructie uit de ijzertijd, gelegen in Tealing in de Schotse regio Angus.

## Periode
Het Tealing Earth House stamt uit de ijzertijd uit de periode 100-200 n.Chr..

## Beschrijving
Tealing Earth House bestaat uit een ingang geflankeerd door twee rechtopstaande platte stenen, een gebogen gang van 24,4 meter en een paar kleine compartimenten gevormd door rechtopstaande platte stenen. De muren zijn ongeveer twee meter hoog. Een steen bij de ingang is gedecoreerd met cup and ring marks, stammende uit de bronstijd. Er zijn slechts vijftien earth houses met dergelijke versieringen bekend.
Tealing Earth House werd ontdekt in 1871. Onder de vondsten bevonden zich een armband, bronzen ringen, tien maalstenen, resten van stenen bekers en dierlijke botten.
Earth Houses danken hun naam aan de veronderstelling dat er mensen in deze ondergrondse ruimtes woonden. Deze theorie is in de 21e eeuw niet algemeen meer gangbaar. Het meest waarschijnlijk is dat earth houses werden gebruikt als opslagplaats voor één of meer hutten die zich bovengronds bevonden.

## Beheer
Het Tealing Earth House wordt beheerd door Historic Environment Scotland, net als de nabijgelegen Tealing Dovecot.